# Tom Tykwer
Tom Tykwer (Wuppertal, 23 mei 1965) is een Duitse filmregisseur en filmproducent.
Hij richtte met enkele andere filmers in 1994 het filmbedrijf X Filme Creative Pool op, waarvan hij nog steeds mede-eigenaar is. Als regisseur brak hij internationaal door met Lola rennt (1998), dat in Berlijn speelt. De film haalde tientallen nominaties en prijzen binnen. In 1993 en 1998 won hij de Preis der deutschen Filmkritik in de categorie "beste speelfilm" met Die tödliche Maria en Lola rennt. Later werkte hij zowel aan Duitse, Amerikaanse en internationale producties.

## Filmografie
- 1993: Die tödliche Maria
- 1997: Winterschläfer
- 1998: Lola rennt
- 2000: Der Krieger + Die Kaiserin
- 2002: Heaven (naar een postuum scenario van Krzysztof Kieślowski)
- 2004: Paris, je t'aime - (de episode Faubourg Saint-Denis van een compilatie als eerbetoon aan Parijs door verschillende regisseurs; Tykwers episode was een inkorting van zijn kortfilm True uit 2004)
- 2006: Perfume: The Story of a Murderer
- 2009: The International
- 2010: Drei
- 2012: Cloud Atlas (samen met de Wachowski's, naar een roman van David Mitchell)
- 2015–2017: Sense8 (televisiefilm, 3 afleveringen)
- 2016: Ein Hologramm für den König (A Hologram for the King)
- 2017-heden: Babylon Berlin (televisieserie)
- 2018: Supa Modo (productie)
- 2019: Lusala (productie)
- 2021: Matrix Resurrections (componist)
- 2025: Das Licht (speelfilm, regie, scenario)